# Erik Husted
Erik Husted (ur. 3 stycznia 1900 w Helsingør, zm. 8 września 1975 w Kopenhadze) – duński hokeista na trawie.
Na letnich igrzyskach olimpijskich w Antwerpii (1920) wraz z drużyną zdobył srebrny medal.
Wystąpił także w turnieju olimpijskim w Amsterdamie (1928), rozgrywając wszystkie 4 mecze. Był starszym bratem Otto Husteda.